# Yvette Mimieux
Yvette Mimieux (Los Angeles, 8 januari 1942 – aldaar, 18 januari 2022) was een Amerikaanse televisie- en filmactrice. Op aanraden van talentmanager Jim Byron besloot ze om actrice te worden. Ze is misschien het best bekend om haar doorbraakrol in The Time Machine (1960). Ze werd genomineerd voor drie Golden Globe Awards. Mimieuxs eerste optredens waren in afleveringen van de tv-shows Yancy Derringer en One Step Beyond. Ze was de winnares van een schoonheidsconcours en een gevraagd fotomodel, tot ze in 1959 een contract tekende bij MGM.

## Carrière

### MGM
Mimieuxs eerste speelfilm was George Pals filmversie van H.G. Wells' roman The Time Machine (1960) uit 1895 met Rod Taylor in de hoofdrol, waarin ze het personage Weena speelde. Het werd gemaakt voor MGM, waardoor ze een langdurig contract kreeg. Mimieux verscheen in Platinum High School (1960), geproduceerd door Albert Zugsmith voor MGM, dat werd uitgebracht vóór The Time Machine.
Ze speelde een gastrol in een aflevering van Mr Lucky en was daarna een van de hoofdrollen in de zeer populaire tienerkomedie Where the Boys Are (1960), die minder humoristisch werd in de reeks waarin het personage van Mimieux seksueel wordt misbruikt in een van de feestzalen en daarna dwaalt ze door de straten, getraumatiseerd, op een ontroerende en serieuze manier, afgezien van de rest van de film.
MGM zette Mimieux in de geniale rol in Four Horsemen of the Apocalypse (1961), een dure flop. Arthur Freed wilde haar en George Hamilton samenbrengen in een remake van The Clock, maar die werd niet gemaakt.
Ze speelde een centrale rol in Light in the Piazza (1962) met Olivia de Havilland en George Hamilton, waarin ze een verstandelijk gehandicapt meisje speelde. De film was verliesgevend, maar werd kritisch beschouwd.
Mimieux werd ook voorgedragen voor een rol in A Summer Affair bij MGM, maar deze werd niet gemaakt. Ze had een kleine rol in Pals The Wonderful World of the Brothers Grimm (1963), een andere commerciële teleurstelling. Later dat jaar verscheen ze in Diamond Head (1963) voor Columbia Pictures, waarvoor ze werd genomineerd voor de Golden Globe-Award in de categorie «Most Promising Newcomer - Female». Er volgden twee verdere nominaties in 1965 en 1971, waarbij ze echter met lege handen bleef.
Mimieux ging naar United Artists voor Toys in the Attic, gebaseerd op het toneelstuk van Lillian Hellman en met in de hoofdrol Dean Martin.
Bij MGM speelde Mimieux een gastrol in twee afleveringen van Dr. Kildare naast Richard Chamberlain. Ze speelde een surfer die aan epilepsie leed, een optreden dat veel geprezen werd. In haar verschijning was ze de eerste persoon op de Amerikaanse televisie die haar navel liet zien.
Mimieux maakte een cameo als zichzelf in Looking for Love (1964) met in de hoofdrol Connie Francis en speelde ze Richard Chamberlains vlam in het melodrama Joy in the Morning (1965).

### Na MGM
Mimieux speelde in de western The Reward (1965) met Max von Sydow bij Fox, de Disney-komedie Monkeys, Go Home! (1967) en in de misdaadfilm The Caper of the Golden Bulls (1967).
Ze speelde in The Desperate Hours (1967) voor tv en werd herenigd met Rod Taylor in de MGM-actiefilm Dark of the Sun (1968). In 1968 verhaalde ze een concert met klassieke muziek in de Hollywood Bowl.
In 1969 werd Mimieux bovenaan gefactureerd in Three in the Attic, een hit voor AIP en verscheen in de veelgeprezen film The Picasso Summer uit 1969 naast Albert Finney. Het jaar daarop was ze de vrouwelijke hoofdrol in de actiefilm The Delta Factor.

### Televisie
Mimieux was een van de hoofdrolspelers in The Most Deadly Game (1970-1971), een kortstondige tv-serie van Aaron Spelling. Ze verving Inger Stevens, die was voorgedragen om de hoofdrol te spelen, maar een maand voordat de productie begon pleegde deze zelfmoord. Rond deze tijd had Mimieux een bedrijf dat Haïtiaanse producten verkocht en studeerde ze archeologie.
In 1971, na het maken van de tv-films Death Takes a Holiday (1971) en Black Noon (1971), klaagde Mimieux haar agent aan omdat ze haar niet van filmwerk had voorzien, ondanks dat ze haar geld had aangenomen.
Mimieux vertolkte een stewardess in Skyjacked (1972) van MGM, met in de hoofdrol Charlton Heston en speelde in de Fox sciencefictionfilm The Neptune Factor (1973).
Mimieux schreef een thriller, die ze naar de producenten Aaron Spelling en Leonard Goldberg bracht, die het vervolgens voor ABC produceerden als televisiefilm. Het werd uitgezonden als Hit Lady (1974).
In 1975 verscheen Mimieux in The Legend of Valentino, waarin ze de tweede vrouw van Rudolph Valentino, Natacha Rambova speelde. Ze speelde ook in de Canadese thriller Journey into Fear. In 1976 maakte Mimieux een pilot voor een tv-sitcom gebaseerd op Bell, Book and Candle, maar deze werd niet opgenomen.

### Latere films
Mimieux speelde een valselijk opgesloten vrouw die het slachtoffer werd van een sadistische bewaker in de kaskraker Jackson County Jail (1976) met Tommy Lee Jones voor New World Pictures. Ze speelde ook in een aantal horror-georiënteerde tv-films, zoals Snowbeast (1977), Devil Dog: The Hound of Hell (1978) en Disaster on the Coastliner (1979). Ze speelde ook in de tv-films Ransom voor Alice! (1977) en Outside Chance (1978). Later speelde Mimieux mee in het eerste Walt Disney Productions-stuk The Black Hole (1979). Ze had de hoofdrol in Circle of Power (1981). Ze speelde in de tv-film Forbidden Love (1982) en Night Partners (1983) en speelde een gastrol in The Love Boat en Lime Street.
Mimieux maakte Obsessive Love (1984), een televisiefilm over een vrouwelijke stalker die ze samen schreef en produceerde.
Mimieux had de hoofdrol in de kortstondige tv-serie Berrenger's (1985) en had een ondersteunende rol in de tv-film The Fifth Missile (1986). Ze speelde een gastrol in een tv-film Perry Mason: The Case of the Desperate Deception (1990). Haar laatste film was Lady Boss (1992).

## Privéleven en overlijden
Mimieux werd geboren in Los Angeles op 8 januari 1942 als dochter van haar Franse vader René Mimieux en de Mexicaanse moeder Maria Montemayor. Volgens de overlijdensadvertentie van haar moeder had Mimieux ten minste een zus, Gloria en een broer Edouardo. Mimieux was van 1972 tot 1985 getrouwd met de filmregisseur Stanley Donen. In 1986 trouwde ze met de multimiljonair Howard Ruby. Ze was een geschoolde antropologe.
Ze overleed op 80-jarige leeftijd in haar huis in Los Angeles.

## Filmografie
- 1958: A Certain Smile - (niet genoemd)
- 1960: Platinum High School - Lorinda Nibley
- 1960: The Time Machine - Weena
- 1960: Where the Boys Are - Melanie Tolman
- 1962: The Four Horsemen of the Apocalypse - Chi Chi Desnoyers
- 1962: Light in the Piazza - Clara Johnson
- 1962: The Wonderful World of the Brothers Grimm - de prinses
- 1962: Diamond Head - Sloane Howland
- 1963: Toys in the Attic - Lily Berniers

- 1964: Looking for Love - Yvette Mimieux
- 1965: Joy in the Morning - Annie Brown-McGairy
- 1965: The Reward - Sylvia
- 1967: Monkeys, Go Home! - Maria Riserau
- 1967: The Caper of the Golden Bulls - Grace Harvey
- 1968: Dark of the Sun - Claire
- 1968: Three in the Attic - Tobey Clinton
- 1969: The Picasso Summer - Alice Smith
- 1970: The Delta Factor - Kim Stacy

- 1972: Skyjacked - Angela Thacher
- 1973: The Neptune Factor - Dr. Leah Jansen
- 1975: Journey Into Fear - Josette
- 1976: Jackson County Jail - Dinah Hunter
- 1979: The Black Hole - Dr. Kate McCrae
- 1981: Circle of Power - Bianca Ray
- 1985: The Fascination
- 1985: The Fantasy Film Worlds of George Pal (documentaire) - Weena (in The Time Machine) (archiefbeelden)

## Televisiewerk
- 1959: Yancy Derringer (aflevering: Collector's Item) - Ricky
- 1960: Alcoa Presents: One Step Beyond (aflevering: The Clown) - Nonnie Regan
- 1960: Mr. Lucky (aflevering: Stacked Deck) - Margot
- 1964: Dr. Kildare (2 afleveringen) - Pat Holmes
- 1967: The Desperate Hours (tv-film) - Cindy Hilliard
- 1970-1971: The Most Deadly Game - Vanessa Smith
- 1971: Death Takes a Holiday (tv-film) - Peggy Chapman
- 1971: Black Noon (tv-film) - Deliverance

- 1974: Hit Lady (tv-film) - Angela de Vries
- 1975: The Legend of Valentino (tv-film) - Natacha Rambova
- 1976: Bell, Book and Candle (tv-film) - Gillian Holroyd
- 1977: Snowbeast (tv-film) - Ellen Seberg
- 1977: Ransom for Alice! (tv-film) - Jenny Cullen
- 1978: Devil Dog: The Hound of Hell (tv-film) - Betty Barry
- 1978: Outside Chance (tv-film) - Dinah Hunter
- 1979: Disaster on the Coastliner (tv-film) - Paula Harvey

- 1982: Forbidden Love (tv-film) - Joanna Bittan
- 1983: Night Partners (tv-film) - Elizabeth McGuire
- 1984: The Love Boat (aflevering: Hong Kong Affair) - Leni Martek
- 1984: Obsessive Love (tv-film) - Linda Foster
- 1985: Berrenger's (geannuleerd na 12 afleveringen) - Shane Bradley
- 1986: The Fifth Missile (tv-film) - Cheryl Leary
- 1990: Perry Mason: The Case of the Desperate Deception (tv-film) - Danielle Altmann
- 1992:Lady Boss (final appearance) - Deena Swanson (laatste verschijning)

- Bibsys: 9051536
- Biblioteca Nacional de España: XX1253336
- Bibliothèque nationale de France: cb13897542t (data)
- CiNii: DA13803937
- Gemeinsame Normdatei: 1011477866
- International Standard Name Identifier: 0000 0001 1954 3070
- Library of Congress Control Number: n97007505
- MusicBrainz: b10d2ec5-d61a-46c9-a042-ac1e4ebe84ce
- Nationale bibliotheek van Australië: 56642396
- SNAC: w6hn501c
- Système universitaire de documentation: 110093615
- Virtual International Authority File: 117888515
- WorldCat: E39PBJmtDrVYGxMCWxwYPRmWXd